# Rolenzo Nkosi
 (septembre 2023).
Rolenzo Nkosi est un chanteur danseur auteur-compositeur tchadien né le 14 novembre 1996 à N'Djaména. De son vrai nom Mbairamadji Mbainabeye Roland, il évolue dans le style musical afro-rumba et autres variétés. Il est étudiant en cycle licence en géographie à l’université de Ngaoundéré.

## Débuts et carrière
Rolenzo Nkosi commence la musique dès son bas âge en intégrant la chorale la Voix du Sahel d’Abéché à l’est du Tchad. Il tire ses influences des artistes africains tels que Cidson Alguewi et Fabregas le Métis Noir qu’il prend comme des modèles.
En 2015, il rejoint le groupe Arorumba de Basunga, le parrain de la rumba congolaise au Tchad.
En 2017, Rolenzo Nkosi décide de faire carrière solo après  avoir fait ses classes. Il sort son premier single intitulé Ton pied mon pied en featuring avec Franking’2t et Rf 2Fansif, titre qui lu permet de représenter les étudiants tchadiens de l’université de Ngaoundéré au Festival Koura Gosso à Moundou en 2018.
En 2020 il sort un EP ave des chansons comme Biadou, djocka 
Toujours entouré de ses pairs à savoir : Cidson Alguewi, Kaporal Mastamoon, Robinho De Souza, Moussa Aimé et autres, son objectif, c’est de hisser la musique tchadienne au niveau international.
En 2023, il sort son premier album Femme sacrée, de dix titres.

## Discographie

### Album
- 2023 : Femme sacrée[2].

### Singles
- 2017 : Ton pied mon pied avec Franking'2t et Rf 2fansif.
- 2020 : Vivre ensemble
- 2021 : I love you maman
- 2022 : Koutéré
- 2022 : Peuple tchadien